# A Sriwijaya 182-es járatának katasztrófája
A Sriwijaya 182-es járata menetrend szerinti utasszállító járat volt Jakartából az indonéziai Pontianakba. 2021.  január 9-én  a Boeing 737-es repülőgép eltűnt a radartól négy perccel a felszállása után a Soekarno – Hatta nemzetközi repülőtérről. A tisztviselők megerősítették, hogy a repülőgép a tengerbe zuhant, 35 km-re a repülőtértől. Az előzetes kutatások szerint a repülőgép hajtóművei az ütközéskor is működtek.
A helyi halászok jelentését követően azonnal megkezdték a repülőgép keresését. Roncsokat, emberi maradványokat és ruházatot találtak, a teljes repülőgép és az összes utas keresése folyamatban van. A repülési adatrögzítőt 2021. január 12-én megtalálták, de a pilótafülke hangrögzítőjét  még nem sikerült megtalálni. Túlélők nem voltak.

## Események
A repülő 12:11-kor érkezett a Pangkal Pinang Depati Amot reptérről a Soekarno-Hatta nemzetközi repülőtérre. A járat a rossz időjárás miatti késedelmet követően erős monszun eső közepette indult el. A jelentős késés miatt Pontianakban várhatóan 15:50-kor (WTC) (UTC 08:50) landolt volna. 

A repülőgép útvonala a lezuhanásig

A 182-es járat 13 000 lábra emelkedett, amikor hirtelen lefelé és jobbra fordult. Egy légiforgalmi irányító  észrevette ezt, és megkérdezte a pilótákat, hogy mi történik a fedélzeten, de nem kapott választ. Az AirNav Radarbox repülési adatai szerint a repülőgép gyors esésről számolt be az emelkedési szakaszban 10 900 lábról (3300 m) 7650 lábra (2330 m) 07:40 UTC-kor. A Flightradar24 arról számolt be, hogy a felszállás után négy perccel a repülőgép 10 000 lábat esett kevesebb mint egy perc alatt. A repülési nyomkövető azt is megjegyezte, hogy a repülőgép utolsó rögzített magassága 250 láb (76 m) volt UTC 07:40:27-kor. A megadott repülési adatok szerint a repülőgép 1755 lábat esett (535 m) mindössze hat másodperc alatt, 07:40:08 és 07:40:14 UTC között. Ezt 825 láb esés követte két másodperc alatt és  2725 láb (831 m) négy másodperc alatt, és még 5150 láb (1570 m) az utolsó hét másodpercben. Az esés során a repülőgép sebessége gyorsan változott, másodpercek alatt csökkent és nőtt. Utolsó kapcsolata a  földi irányítással UTC 7:40-kor volt a Laki-sziget és a Lancang-sziget között. A repülőgép feltehetően a Java-tengerbe csapódott a Laki-sziget közelében és 19 km-re a Soekarno-Hatta nemzetközi reptértől. A földi irányítás szerint a repülés során nem volt vészhívás. Az indonéz közlekedési tisztviselők azt is kijelentették, hogy a repülőgép nem tartotta be a légiforgalmi irányítók utasításait.

## Fordítás
Ez a szócikk részben vagy egészben  a   Sriwijaya Air Flight 182 című angol Wikipédia-szócikk fordításán alapul.  Az eredeti cikk szerkesztőit annak laptörténete sorolja fel. Ez a jelzés csupán a megfogalmazás eredetét és a szerzői jogokat jelzi, nem szolgál a cikkben szereplő információk forrásmegjelöléseként.